# Ronde van Nederland 1955
De 7e editie van de Ronde van Nederland ging op 23 april 1955 van start in Rotterdam. De wielerwedstrijd over acht etappes eindigde op 30 april in Amsterdam. De ronde werd gewonnen door Piet Haan.

## Eindklassement
Piet Haan werd winnaar van het eindklassement van de Ronde van Nederland van 1955 met een voorsprong van 1 minuut en 7 seconden op Wim van Est. De beste Belg was Frans Schoubben met een 14e plek.
| Plaats  | Naam             | Tijd      |
| ------- | ---------------- | --------- |
| Winnaar | Piet Haan        | 46u18'04" |
| 2       | Wim van Est      | + 1'07"   |
| 3       | Hein van Breenen | + 3'04"   |
| 4       | Gerrit Schulte   | + 4'02"   |
| 5       | Jules Maenen     | + 6'21"   |
| 6       | Wout Wagtmans    | + 7'29"   |
| 7       | Thijs Roks       | + 8'27"   |
| 8       | Gerrit Voorting  | + 8'53"   |
| 9       | Ilvo Pugi        | + 10'48"  |
| 10      | Wies van Dongen  | + 11'16"  |

## Etappe-overzicht
| Etappe | Van - naar              | Km       | Etappewinnaar   |
| ------ | ----------------------- | -------- | --------------- |
| 1a     | Rotterdam - Woerden     | 120      | Sjoerd de Vries |
| 1b     | Woerden - Zandvoort     | 70 (TTT) | Nederland B     |
| 2      | Zandvoort - Den Helder  | 148      | Wim van Est     |
| 3      | Den Helder - Nunspeet   | 304      | Ilvo Pugi       |
| 4a     | Nunspeet - Valkenswaard | 182      | Piet Haan       |
| 4b     | Valkenswaard - Heerlen  | 125      | Gerrit Schulte  |
| 5      | Heerlen - Brasschaat    | 250      | Tony Hoar       |
| 6      | Brasschaat - Oostburg   | 176      | Antoon van Oers |
| 7      | Oostburg - Roosendaal   | 80 (ITT) | Wim van Est     |
| 8      | Roosendaal - Amsterdam  | 262      | Jan Hofland     |

1948 · 1949 · 1950 · 1951 · 1952 · 1953 · 1954 · 1955 · 1956 · 1957 · 1958 · 1959 · 1960 · 1961 · 1962 · 1963 · 1964 · 1965 · 1966 · 1967 · 1968 · 1969 · 1970 · 1971 · 1972 · 1973 · 1974 · 1975 · 1976 · 1977 · 1978 · 1979 · 1980 · 1981 · 1982 · 1983 · 1984 · 1985 · 1986 · 1987 · 1988 · 1989 · 1990 · 1991 · 1992 · 1993 · 1994 · 1995 · 1996 · 1997 · 1998 · 1999 · 2000 · 2001 · 2002 · 2003 · 2004 · 2005 · 2006 · 2007 · 2008 · 2009 · 2010 · 2011 · 2012 · 2013 · 2014 · 2015 · 2016 · 2017 · 2018 · 2019 · 2020 · 2021 · 2022 · 2023 · 2024